# پیوترکوف تربونالسکی
پیوترکوف تربونالسکی (به لاتین: Piotrków Trybunalski، تلفظ: [ˈpʲɔtrkuf--trɨbuˈnalskʲi]) یک شهر در لهستان است که در استان ووتسکی واقع شده‌است.

## خصوصیات
پیوترکوف تربونالسکی ۶۷٫۲۷ کیلومترمربع مساحت و ۷۷٬۸۱۰ نفر جمعیت دارد.

## خواهرخوانده
شهرهای اسلینگن آم نکا، وین، ایزر، مشونماگروور، ولنیه، نیث پورت تالبوت، اودینه و ریونه خواهرخوانده‌های پیوترکوف تربونالسکی هستند.

## نگارخانه

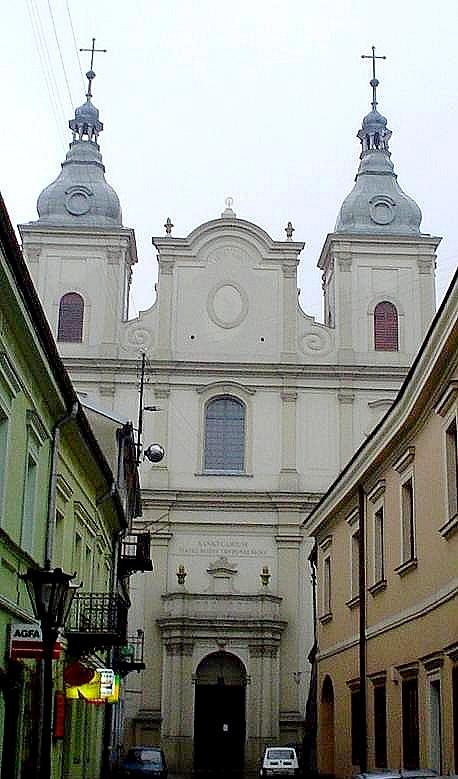
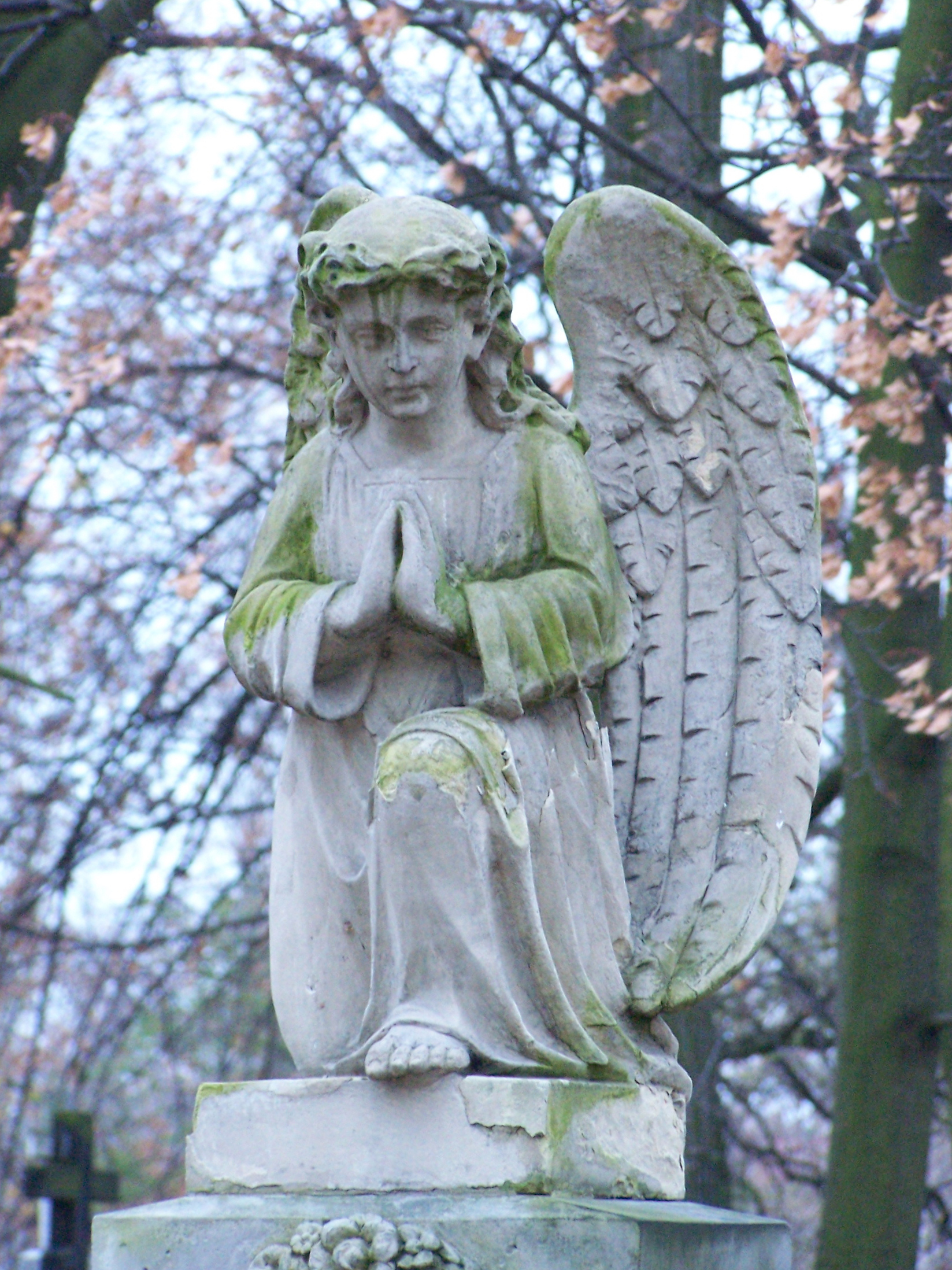
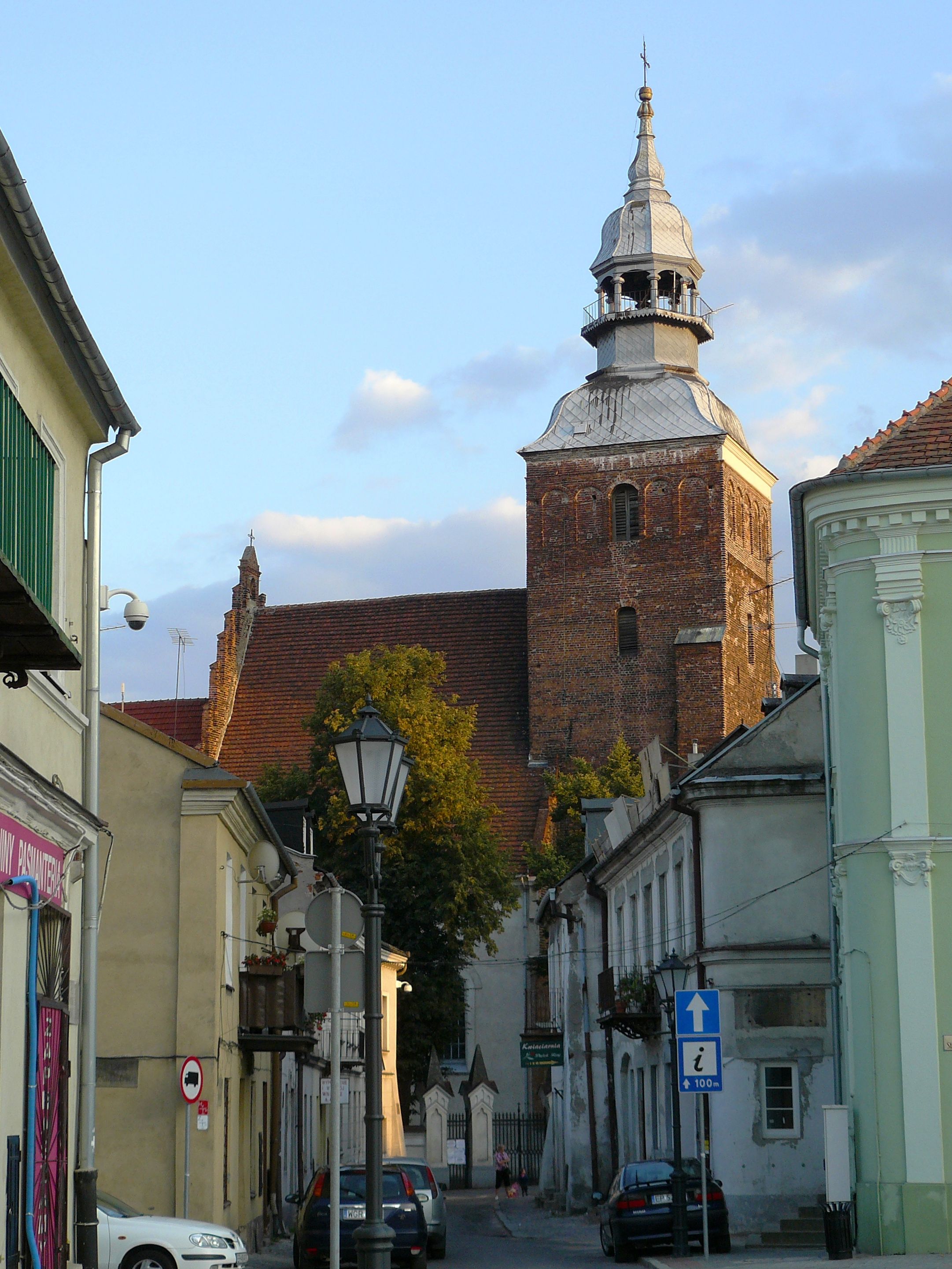
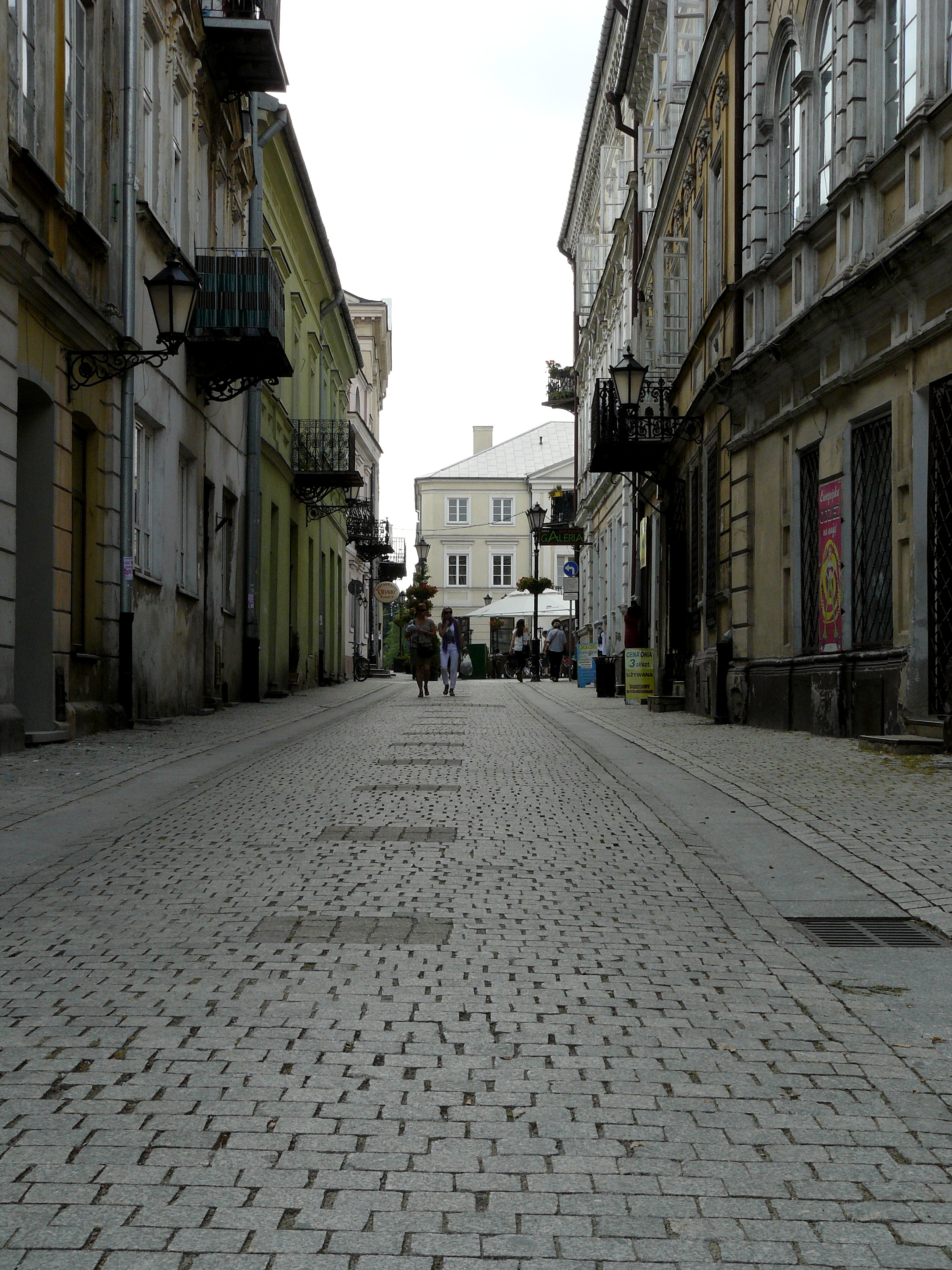
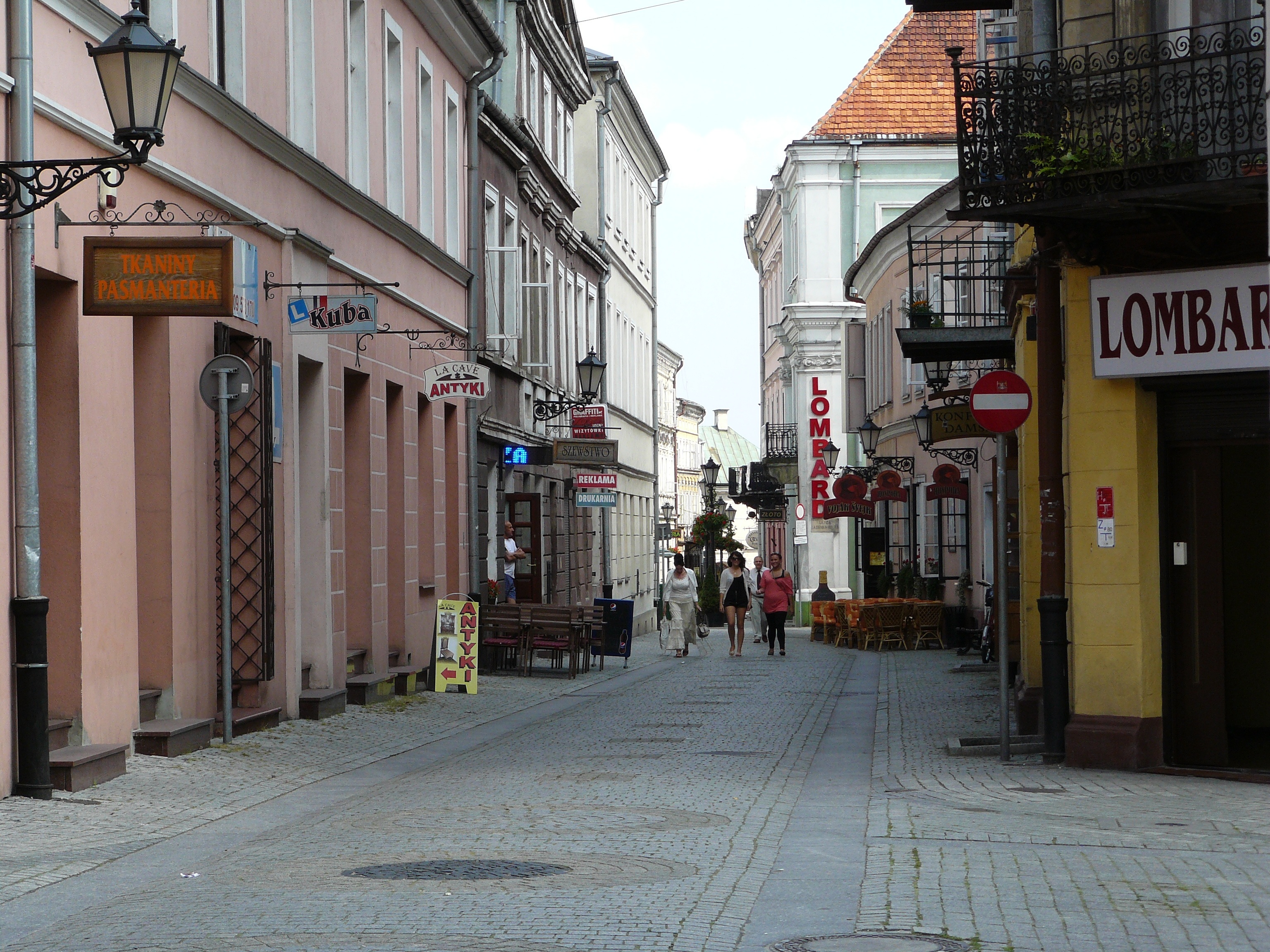
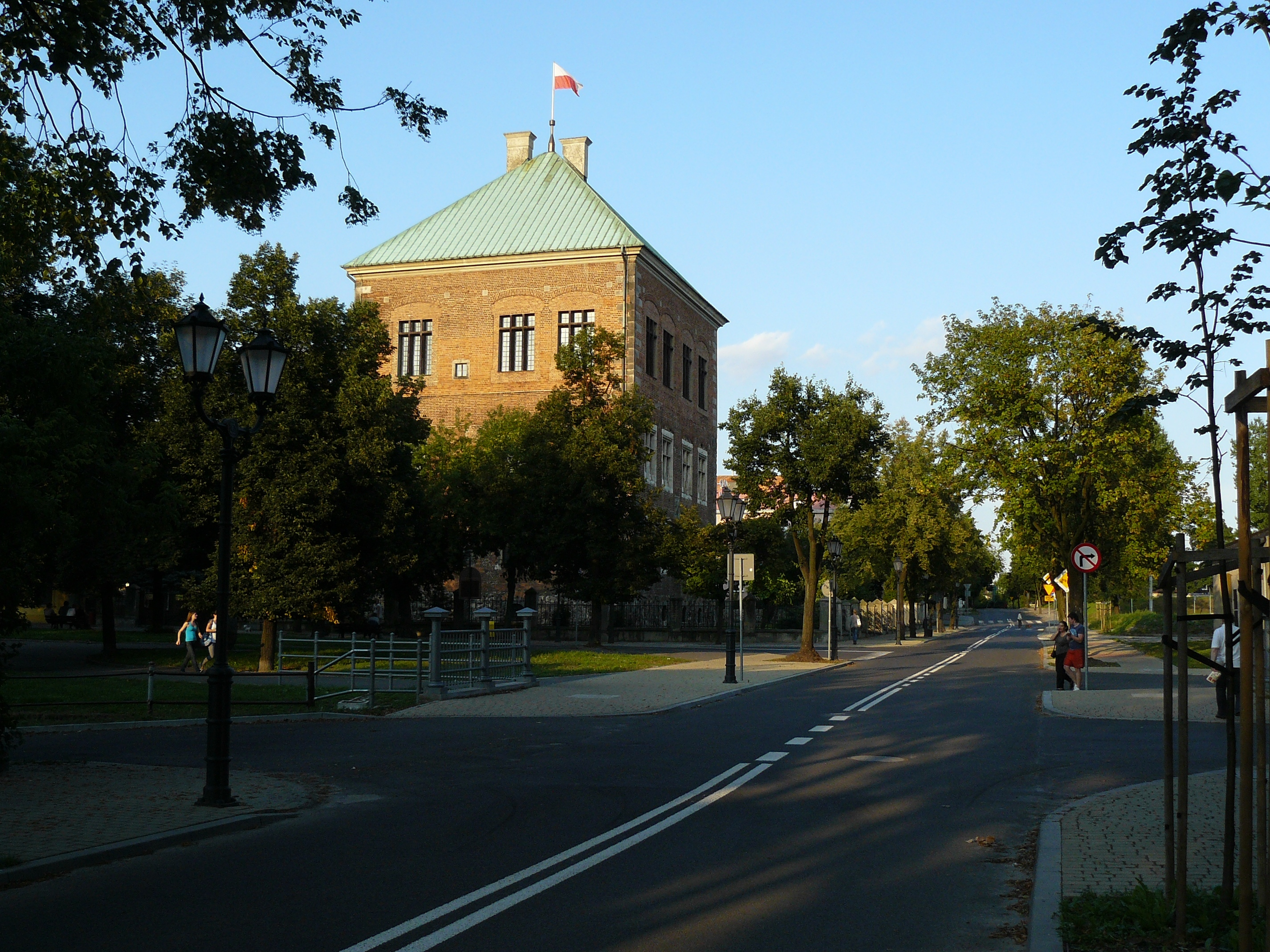
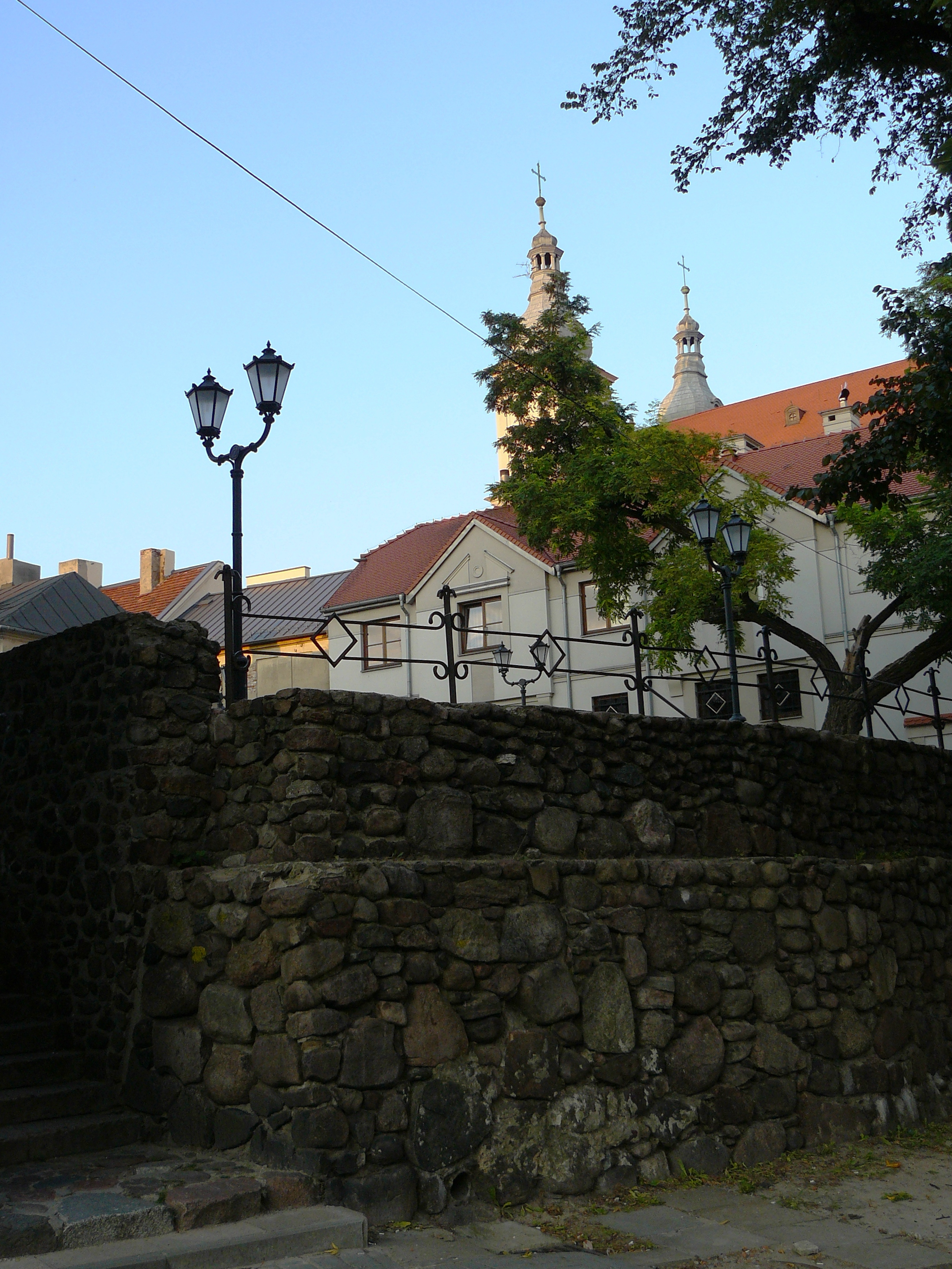
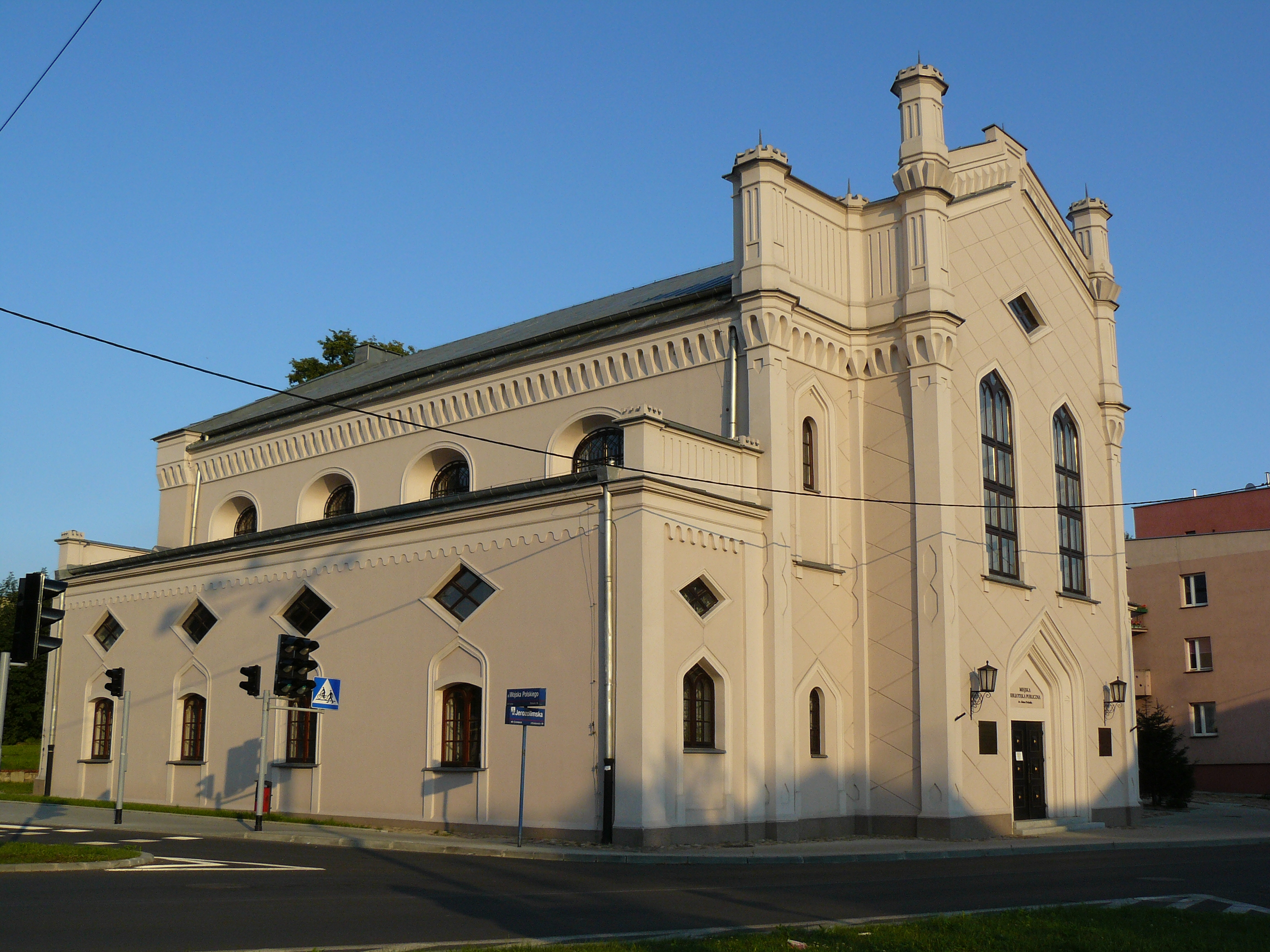
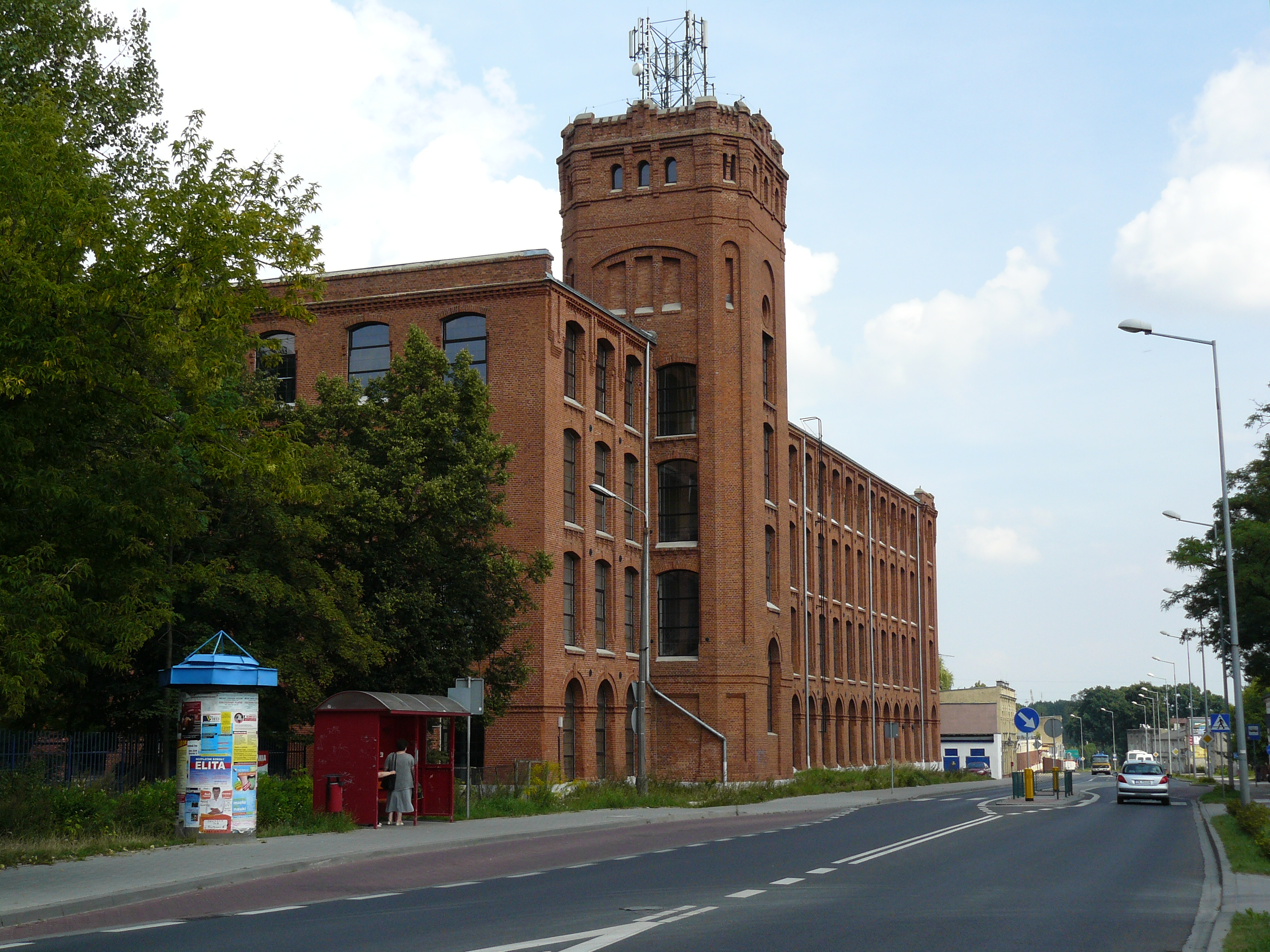
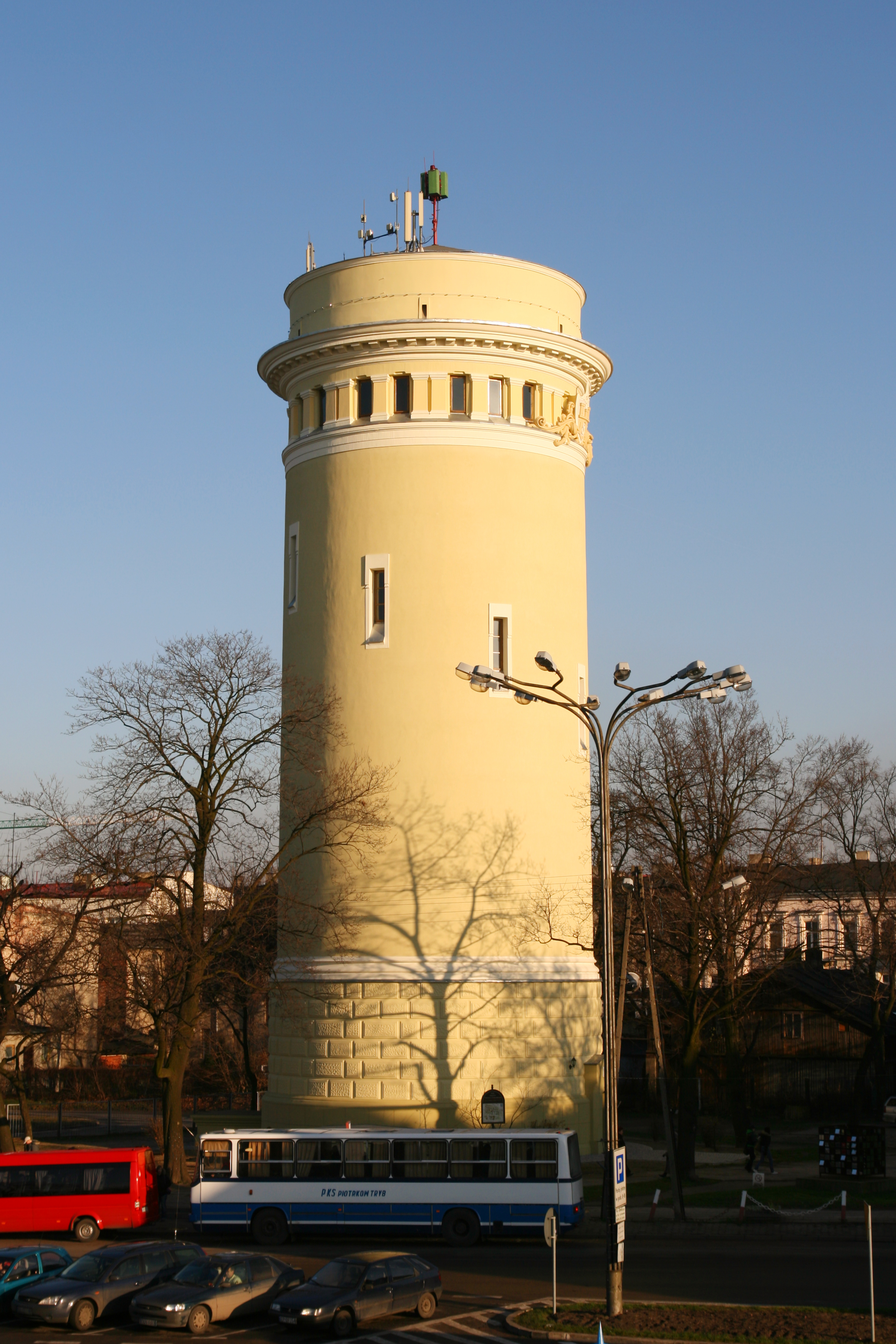
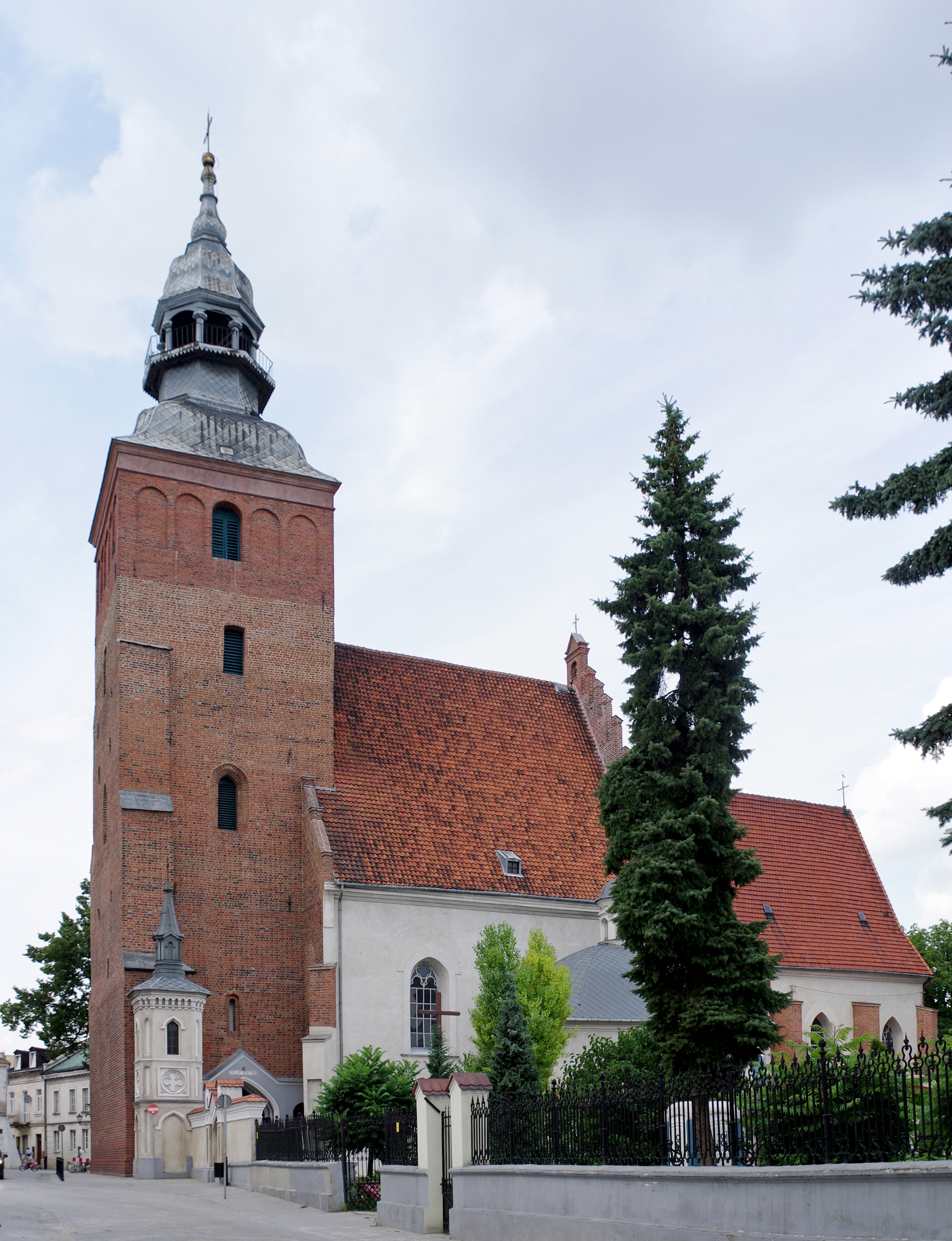
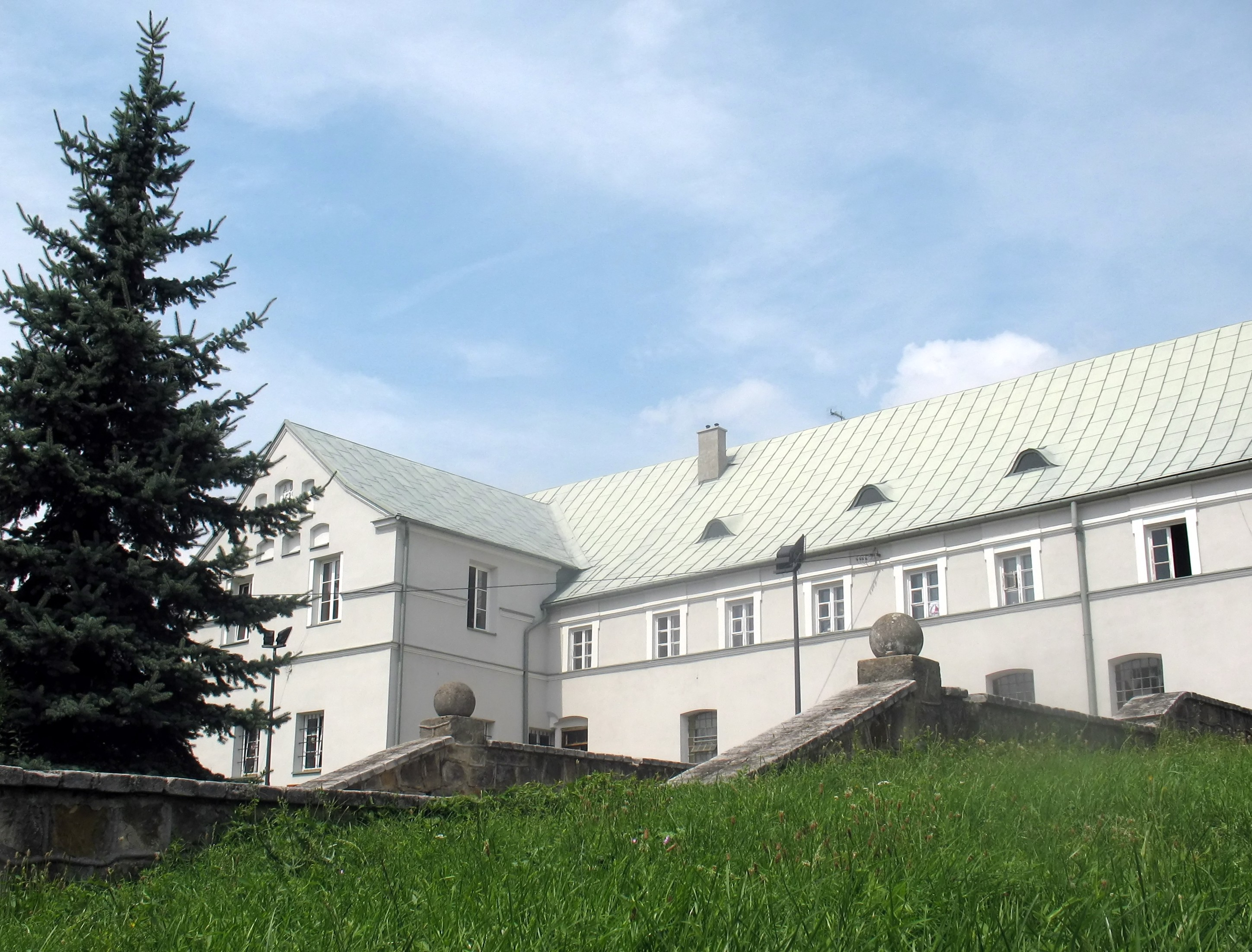